# Ingress
Ingressen är den inledande delen av en artikel. Dess uppgift är att sammanfatta artikeln genom att ta fram det viktigaste, och att locka till läsning av resten av artikeln. I tidningar och tidskrifter är ingressen vanligtvis ett stycke i fet stil mellan rubriken och brödtexten.
Ingressen är normalt frikopplad från själva artikeln och behöver inte läsas för att få all information. Det är dock vanligt, särskilt i korta artiklar, att ingressen fungerar som en inledning och innehåller information som inte upprepas i artikeln.

## Olika typer av ingress
I tidningssammanhang brukar man räkna med åtminstone fyra olika typer av ingresser:
- Sammanfattningsingressen sammanfattar det viktigaste. Den kallas också nyhetsingress.
- Citatingressen börjar med ett intressant citat.
- Detaljingressen förstärker en detalj.
- Kontrastingressen bygger på motsatser. Ett exempel: Bostadskön i Yberga är kort, men kön till en plats på äldreboende är desto längre.

Samtliga ingresstyper bygger på att fånga läsaren och leda den vidare.
En rekommendation brukar vara att försöka svara på frågorna när, var, hur och varför redan i ingressen.
En annan rekommendation är att inte låta ingressen i en tidningsartikel vara mer än sex rader, den s.k. sexradersregeln.
Ibland inleds ingressen med en ingångsrubrik som då är satt i kapitäler.
Ingresser i essäer motsvarar sammanfattningsingressen i det att de ska sammanfatta vad essän vill säga. Ingresser i uppslagsverk ska båda definiera ämnet och betona intressanta delar av uppslagsartikeln och är så tillvida sammanfattningsingresser med inslag av detaljingress.

## Andra betydelser av ordet ingress
Ordet förekommer också vid andra typer av ingångar och inledningar, till exempel vid solens inträde i en ny stjärnbild i zodiaken och vid Merkurius- och Venuspassager. I betydelsen ”vinna gillande eller aktande” avsomnat sedan det var i bruk under 1700-talet.